# Termino
Termino war eine tunesische Gewichtseinheit. Das Maß wurde für Perlen, Edelsteine, Gold und Silber verwendet.
- 1 Termino = 2/5 Gramm = 0,40 Gramm
- 80 Termini = 1 Onca